# Monterrey Open 2015 - Qualificazioni singolare
Le qualificazioni del singolare  del Monterrey Open 2015 sono state un torneo di tennis preliminare per accedere alla fase finale della manifestazione. I vincitori dell'ultimo turno sono entrati di diritto nel tabellone principale. In caso di ritiro di uno o più giocatori aventi diritto a questi sono subentrati i lucky loser, ossia i giocatori che hanno perso nell'ultimo turno ma che avevano una classifica più alta rispetto agli altri partecipanti che avevano comunque perso nel turno finale.

## Giocatrici

### Teste di serie
1. Varvara Lepchenko (primo turno)
2. Lara Arruabarrena (primo turno)
3. Lesia Tsurenko (Accede direttamente al tabellone principale)
4. Tímea Babos (Qualificata)
5. Taylor Townsend (primo turno)

1. Grace Min (primo turno)
2. Irina Falconi (ultimo turno)
3. Alison Van Uytvanck (secondo turno)
4. Kimiko Date-Krumm (ritirata)

### Qualificate
1. Urszula Radwańska
2. Bethanie Mattek-Sands

1. Nicole Vaidišová
2. Tímea Babos

## Tabellone qualificazioni

### 1ª sezione
|  | Primo turno | Primo turno               | Primo turno               | Primo turno | Primo turno |  |  | Secondo turno | Secondo turno             | Secondo turno     | Secondo turno     | Secondo turno     |   |   | Ultimo turno | Ultimo turno     | Ultimo turno     | Ultimo turno | Ultimo turno |  |
|  |             |                           |                           |             |             |  |  |               |                           |                   |                   |                   |   |   |              |                  |                  |              |              |  |
|  | 1           | Varvara Lepchenko         | Varvara Lepchenko         | 0           | 1           |  |  |               |                           |                   |                   |                   |   |   |              |                  |                  |              |              |  |
|  |             | Michelle Larcher de Brito | Michelle Larcher de Brito | 6           | 6           |  |  |               | Michelle Larcher de Brito | 2                 | 6                 | 1                 |   |   |              |                  |                  |              |              |  |
|  |             | Richèl Hogenkamp          | Richèl Hogenkamp          | 6           | 6           |  |  |               | Richèl Hogenkamp          | 6                 | 1                 | 6                 |   |   |              |                  |                  |              |              |  |
|  | PR          | Alexa Glatch              | Alexa Glatch              | 1           | 3           |  |  |               |                           |                   |                   |                   |   |   |              | Richèl Hogenkamp | Richèl Hogenkamp | 1            | 2            |  |
|  |             | Urszula Radwańska         | Urszula Radwańska         | 6           | 6           |  |  |               |                           |                   | Urszula Radwańska | Urszula Radwańska | 6 | 6 |              |                  |                  |              |              |  |
|  | WC          | Carolina Betancourt       | Carolina Betancourt       | 1           | 0           |  |  |               | Urszula Radwańska         | Urszula Radwańska | 7                 | 6                 |   |   |              |                  |                  |              |              |  |
|  |             | Andrea Hlaváčková         | Andrea Hlaváčková         | 6           | 6           |  |  |               | Andrea Hlaváčková         | Andrea Hlaváčková | 62                | 2                 |   |   |              |                  |                  |              |              |  |
|  | 6           | Grace Min                 | Grace Min                 | 3           | 3           |  |  |               |                           |                   |                   |                   |   |   |              |                  |                  |              |              |  |

### 2ª sezione
|  | Primo turno | Primo turno           | Primo turno        | Primo turno | Primo turno |  |  | Secondo turno | Secondo turno         | Secondo turno | Secondo turno | Secondo turno |   |   | Ultimo turno | Ultimo turno          | Ultimo turno | Ultimo turno | Ultimo turno |  |
|  |             |                       |                    |             |             |  |  |               |                       |               |               |               |   |   |              |                       |              |              |              |  |
|  | 2           | Lara Arruabarrena     | Lara Arruabarrena  | 2           | 4           |  |  |               |                       |               |               |               |   |   |              |                       |              |              |              |  |
|  |             | Paula Ormaechea       | Paula Ormaechea    | 6           | 6           |  |  |               | Paula Ormaechea       | 1             | 6             | 4             |   |   |              |                       |              |              |              |  |
|  |             | Marcela Zacarías      | 7                  | 1           | 3           |  |  |               | Bethanie Mattek-Sands | 6             | 4             | 6             |   |   |              |                       |              |              |              |  |
|  |             | Bethanie Mattek-Sands | 5                  | 6           | 6           |  |  |               |                       |               |               |               |   |   |              | Bethanie Mattek-Sands | 6            | 2            | 6            |  |
|  |             | Louisa Chirico        | Louisa Chirico     | 4           | 1           |  |  |               |                       | 7             | Irina Falconi | 4             | 6 | 2 |              |                       |              |              |              |  |
|  |             | Paula Kania           | Paula Kania        | 6           | 6           |  |  |               | Paula Kania           | Paula Kania   | 5             | 5             |   |   |              |                       |              |              |              |  |
|  | WC          | Victoria Rodríguez    | Victoria Rodríguez | 1           | 3           |  |  | 7             | Irina Falconi         | Irina Falconi | 7             | 7             |   |   |              |                       |              |              |              |  |
|  | 7           | Irina Falconi         | Irina Falconi      | 6           | 6           |  |  |               |                       |               |               |               |   |   |              |                       |              |              |              |  |

### 3ª sezione
|  | Primo turno | Primo turno      | Primo turno     | Primo turno | Primo turno |  |  | Secondo turno | Secondo turno    | Secondo turno   | Secondo turno   | Secondo turno   |   |   | Ultimo turno | Ultimo turno     | Ultimo turno     | Ultimo turno | Ultimo turno |  |
|  |             |                  |                 |             |             |  |  |               |                  |                 |                 |                 |   |   |              |                  |                  |              |              |  |
|  | Alt         | Makoto Ninomiya  | 6               | 2           | 1           |  |  |               |                  |                 |                 |                 |   |   |              |                  |                  |              |              |  |
|  | WC          | Nicole Vaidišová | 0               | 6           | 6           |  |  | WC            | Nicole Vaidišová | 2               | 6               | 6               |   |   |              |                  |                  |              |              |  |
|  |             | Lucie Hradecká   | 4               | 7           | 6           |  |  |               | Lucie Hradecká   | 6               | 2               | 3               |   |   |              |                  |                  |              |              |  |
|  |             | Eri Hozumi       | 6               | 5           | 3           |  |  |               |                  |                 |                 |                 |   |   | WC           | Nicole Vaidišová | Nicole Vaidišová | 6            | 6            |  |
|  | WC          | Ximena Hermoso   | Ximena Hermoso  | 6(1)        | 3           |  |  |               |                  |                 | Arina Rodionova | Arina Rodionova | 3 | 2 |              |                  |                  |              |              |  |
|  |             | Arina Rodionova  | Arina Rodionova | 7           | 6           |  |  |               | Arina Rodionova  | Arina Rodionova | 6               | 6               |   |   |              |                  |                  |              |              |  |
|  |             | María Irigoyen   | María Irigoyen  | 7           | 6           |  |  |               | María Irigoyen   | María Irigoyen  | 0               | 4               |   |   |              |                  |                  |              |              |  |
|  | 5           | Taylor Townsend  | Taylor Townsend | 65          | 4           |  |  |               |                  |                 |                 |                 |   |   |              |                  |                  |              |              |  |

### 4ª sezione
|  | Primo turno | Primo turno          | Primo turno         | Primo turno | Primo turno |  |  | Secondo turno | Secondo turno        | Secondo turno        | Secondo turno       | Secondo turno |   |   | Ultimo turno | Ultimo turno | Ultimo turno | Ultimo turno | Ultimo turno |  |
|  |             |                      |                     |             |             |  |  |               |                      |                      |                     |               |   |   |              |              |              |              |              |  |
|  | 4           | Tímea Babos          | Tímea Babos         | 6           | 6           |  |  |               |                      |                      |                     |               |   |   |              |              |              |              |              |  |
|  |             | Sachia Vickery       | Sachia Vickery      | 3           | 1           |  |  | 4             | Tímea Babos          | Tímea Babos          | 6                   | 6             |   |   |              |              |              |              |              |  |
|  |             | Mariana Duque Mariño | 6                   | 4           | 6           |  |  |               | Mariana Duque Mariño | Mariana Duque Mariño | 3                   | 2             |   |   |              |              |              |              |              |  |
|  |             | Gabriela Dabrowski   | 1                   | 6           | 1           |  |  |               |                      |                      |                     |               |   |   | 4            | Tímea Babos  | 7            | 2            | 6            |  |
|  |             | Sesil Karatančeva    | Sesil Karatančeva   | 2           | 2           |  |  |               |                      |                      | Kateryna Bondarenko | 5             | 6 | 4 |              |              |              |              |              |  |
|  |             | Kateryna Bondarenko  | Kateryna Bondarenko | 6           | 6           |  |  |               | Kateryna Bondarenko  | Kateryna Bondarenko  | 6                   | 7             |   |   |              |              |              |              |              |  |
|  |             | Anastasija Rodionova | 6                   | 2           | 0           |  |  | 8             | Alison Van Uytvanck  | Alison Van Uytvanck  | 2                   | 5             |   |   |              |              |              |              |              |  |
|  | 8           | Alison Van Uytvanck  | 1                   | 6           | 6           |  |  |               |                      |                      |                     |               |   |   |              |              |              |              |              |  |